# Antares
Antares (AFI: /anˈtares/; α Sco / α Scorpii / Alfa Scorpii, detta anche Calbalacrab, dall'arabo قَلْبُ ٱلْعَقْرَبِ Qalb al-Άqrab, "il cuore dello Scorpione", passato nel nome latino Cor Scorpii) è la stella più luminosa della costellazione dello Scorpione. Il nome Antares deriva dal greco Ἀντάρης (antàres) che vuol dire "anti Ares", ossia "opposto a Marte" o "rivale di Marte", a causa del suo colore rosso molto simile. Con una magnitudine apparente +1,07 è la sedicesima stella più brillante della volta celeste.
Situata a circa 550 anni luce dal sistema solare, Antares è in realtà una stella binaria, nonostante ad occhio nudo appaia come una stella singola; Antares A è una supergigante rossa in uno stadio evolutivo avanzato, ha una massa che è circa 15 volte quella del Sole ed è una delle stelle più grandi conosciute, avendo un raggio circa 680 volte quello solare. Si tratta della stella più evoluta e luminosa dell'associazione Scorpius-Centaurus, l'associazione OB più vicina al sistema solare e la sua luce rossastra illumina in parte la Nube di Rho Ophiuchi, una nube molecolare gigante situata nei pressi della stella ρ Ophiuchi. La componente secondaria, Antares B, è invece una calda stella di classe B, distante mediamente 530 UA dalla principale e se si assume che sia di sequenza principale la sua massa è stimabile in circa 7 volte quella del Sole.

## Osservazione

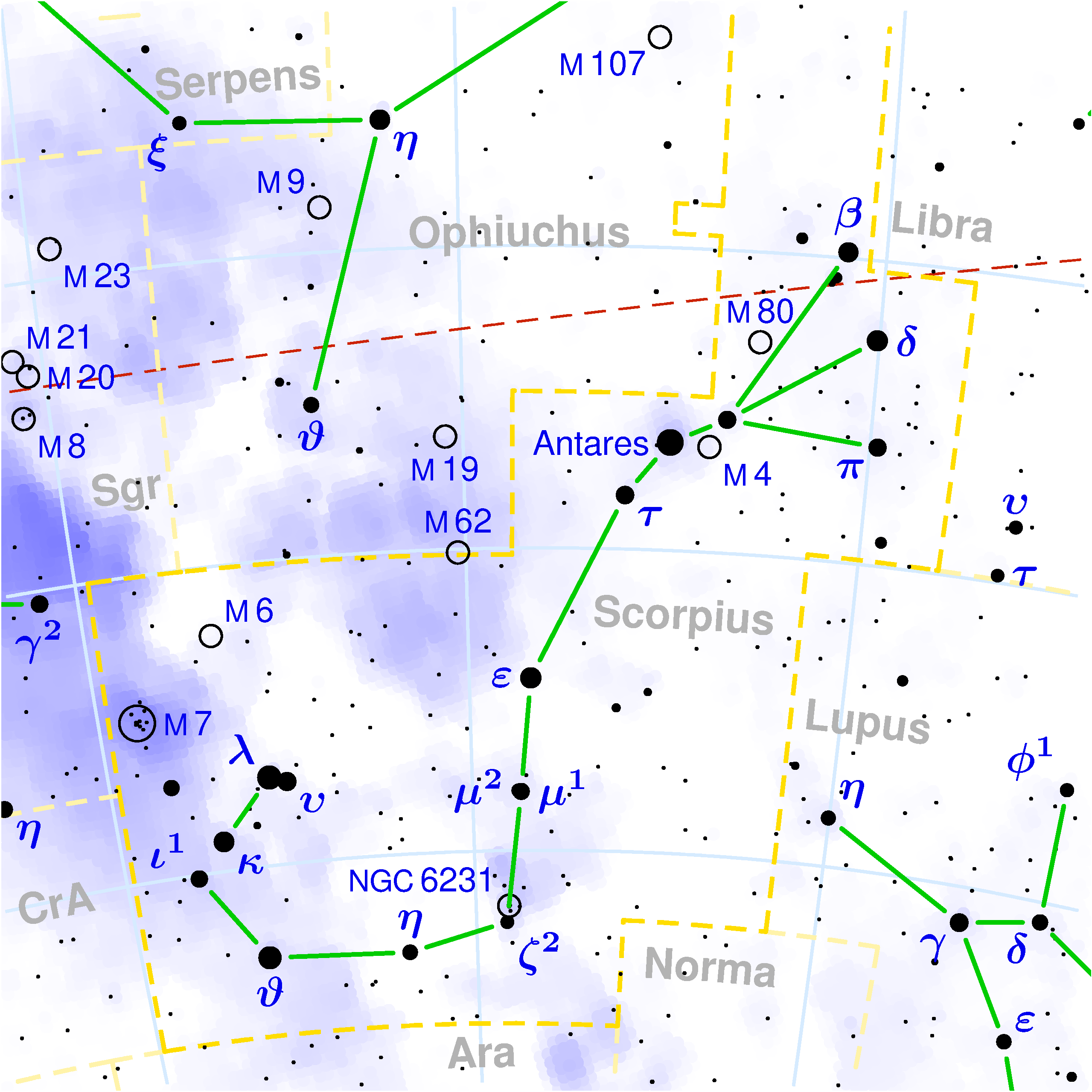
Carta della costellazione dello Scorpione.

Antares è facilmente individuabile al centro della costellazione dello Scorpione, perché grazie al suo colore rosso-arancione spicca fra le stelle che la circondano, quasi tutte di colore azzurro. Con tre di queste, β Scorpii, δ Scorpii e π Scorpii, forma l'asterismo noto come il Grande Uncino.
Essendo posta 26° sotto l'equatore celeste, fa parte dell'emisfero australe. Le possibilità di osservazione di essa nell'emisfero boreale sono comunque abbastanza ampie. È infatti osservabile fino al 64º parallelo N, cioè quasi fino al circolo polare artico. Restano escluse solo buona parte della Groenlandia, le regioni più settentrionali del Canada e della Russia, l'Islanda e parte della Svezia e della Norvegia. Tuttavia, nelle regioni del nord Europa, del Canada meridionale e della Russia centrale essa appare molto bassa all'orizzonte sud ed è visibile solo per poche ore. Le possibilità di osservazione migliorano mano a mano che ci si sposta verso le regioni temperate e tropicali dell'emisfero boreale.
D'altra parte, questa stessa declinazione comporta che Antares sia circumpolare solo più a sud del 64º parallelo S, cioè solo nelle regioni del continente antartico.
È una delle quattro stelle di prima magnitudine poste a una distanza pari o inferiore a 5° dall'eclittica (le altre tre sono Aldebaran, Regolo e Spica). Per questa ragione viene di tanto in tanto occultata dalla Luna e, più raramente, dai pianeti. Ogni anno il 2 dicembre il Sole transita 5° a nord di Antares, quindi i mesi migliori per l'osservazione sono quelli in cui il Sole si trova nella parte opposta dell'eclittica, cioè quelli che corrispondono all'estate boreale. In particolare, alla fine di maggio e all'inizio di giugno Antares è visibile per l'intera notte. Al contrario, alla fine di novembre e all'inizio di dicembre non è visibile affatto a causa della luce solare molto vicina; questo periodo di invisibilità dura di più nell'emisfero boreale rispetto a quello australe; il motivo è la declinazione meridionale della stella.

## Ambiente galattico

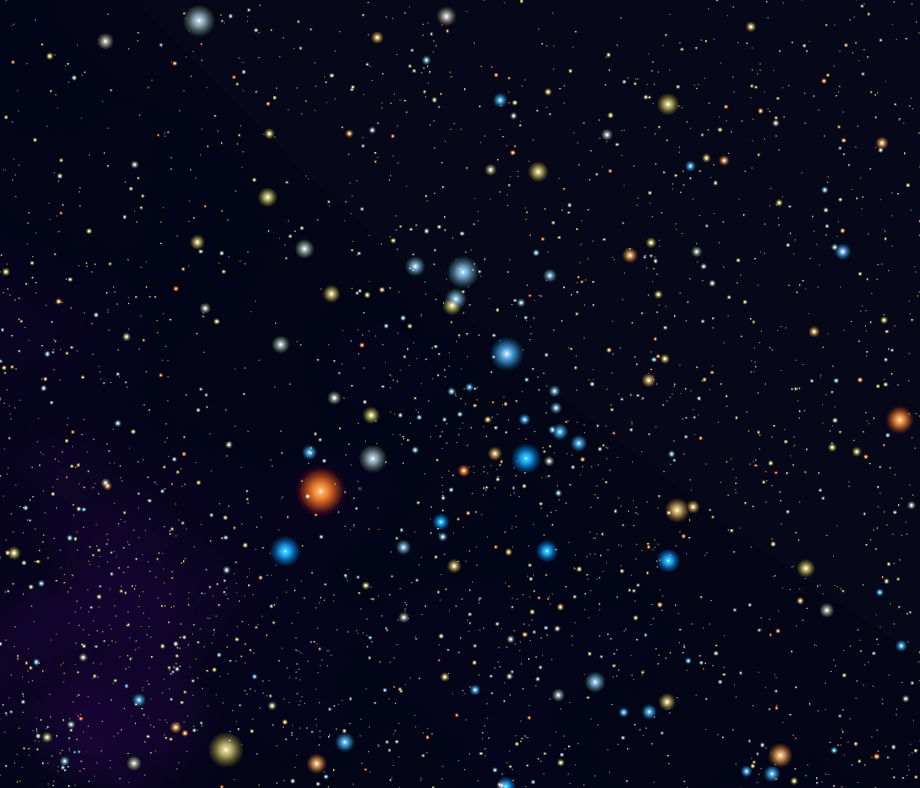
Il gruppo Scorpione superiore. Antares spicca per il suo colore arancio-rosso.

Come molte stelle brillanti della costellazione dello Scorpione, Antares fa parte dell'associazione stellare Scorpius-Centaurus, l'associazione OB più vicina alla Terra. È molto estesa, essendo costituita da circa 1.200 stelle con masse pari o superiori alle 15 M☉. Esse si sono formate in un tempo compreso fra i 5 e i 17-22 milioni di anni di anni fa. Le più massicce sono probabilmente già esplose in supernovae, dando origine ad ulteriori fenomeni di formazione stellare.
L'associazione Scorpius-Centaurus è divisa in tre sottogruppi: Scorpione superiore, Centauro superiore-Lupo e Centauro inferiore-Croce. Antares fa parte del primo, noto proprio come associazione di Antares. L'attribuzione di Antares a questo sottogruppo è stata a lungo incerta a causa del difficile calcolo della distanza di stelle così lontane. Le osservazioni compiute tramite il satellite Hipparcos paiono confermare l'appartenenza di Antares a questa sottoassociazione. Se ne fa veramente parte, allora ad oggi è una delle stelle più massicce ed evolute del sottogruppo, se non la più massiccia in assoluto.
La distanza di Antares viene attualmente calcolata in circa 550 anni luce, mentre la distanza media del sottogruppo dello Scorpione superiore in circa 520 anni luce. Antares è quindi probabilmente uno dei membri di questo gruppo più lontani da noi.

La nube di Rho Ophiuchi. Nella parte bassa della foto si nota la rossa Antares.

Si trova in una regione galattica ricca di nubi di gas. In particolare, illumina la porzione più a sud della nube di Rho Ophiuchi, una nube molecolare gigante che si stende fra le costellazioni dello Scorpione e dell'Ofiuco. Questa porzione si frappone fra noi e la stella e viene illuminata da Antares, assumendo lo stesso colore rossastro che caratterizza questo astro. Altre regioni della nube, illuminate dalle stelle azzurre che circondano Antares, assumono quest'ultimo colore, il che crea un contrasto molto peculiare.

## Caratteristiche

### Classificazione e temperatura superficiale
Antares è classificata come una stella di tipo M1,5 Iab. Ma questa è solo la classificazione più diffusa: è stata classificata anche come appartenente alla classe M0,5 Iab o alla M1,5 Ib. La classe spettrale M raduna le stelle di colore rosso, di bassa temperatura superficiale. In effetti, Antares ha una temperatura superficiale di 3.600 ± 150 K, di ben 2.200 K inferiore a quella del Sole (5.800 K).
La classe MMK I raccoglie invece le stelle supergiganti. Si tratta di stelle molto massicce e molto luminose, in avanzato stato evolutivo, che hanno aumentato il loro volume fino ad assumere dimensioni enormi. Tale classe è divisa in due sottoclassi contrassegnate come a e b: la prima comprende le supergiganti più luminose, la seconda quelle meno luminose. Antares si trova a metà strada fra le due sottoclassi e le è stata assegnata la sigla ab.

### Raggio

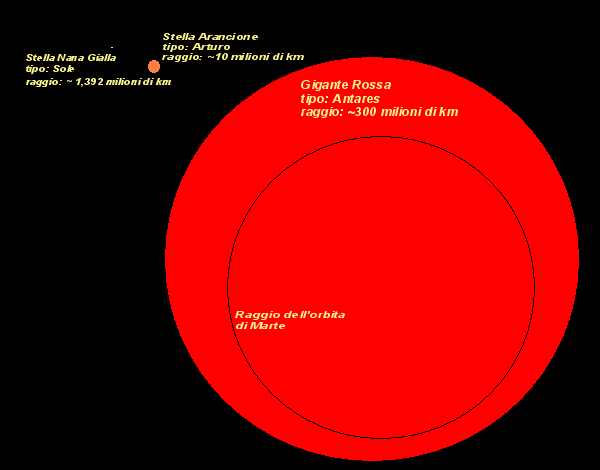
Raffronto tra le dimensioni di Antares, Arturo, il Sole e l'orbita di Marte

Una delle caratteristiche più significative di Antares è rappresentata dalle sue enormi dimensioni, tanto da renderla una delle stelle più grandi conosciute. Da misure di occultazione lunare è risultato che il diametro angolare di Antares ha un'ampiezza di 41,3 ± 0,1 mas. Altre misure, eseguite con tecniche interferometriche sulla lunghezza d'onda di 11 micron, hanno sostanzialmente confermato questo dato, visto che il diametro angolare ottenuto con questa tecnica è risultato essere 44,4 ± 2 mas. Alla distanza presunta di circa 600 anni luce, tale angolo corrisponde a un raggio pari a 822 R⊙ per la prima misura e 883 R⊙ per la seconda. Tuttavia studi più recenti hanno misurato al ribasso il suo diametro, 37,38 ± 0,06 mas nel 2009 e 37,31 ± 0,09 mas nel 2010, che corrisponde a un raggio di circa 680 volte quello del Sole, equivalente a 3,2 unità astronomiche. Se Antares si trovasse al posto del Sole, i suoi strati esterni arriverebbero al 62% dell'orbita di Giove e il nostro pianeta, così come Marte, si troverebbero abbondantemente all'interno della stella.
Per la legge di conservazione del momento angolare, quando le stelle escono dalla sequenza principale per diventare delle supergiganti, perdono molto della loro velocità di rotazione. La velocità all'equatore di Antares moltiplicata per sen i è 10 km/s, ove i è l'angolo di inclinazione rispetto alla nostra visuale. Poiché questo angolo non è conosciuto, la velocità e il periodo di rotazione di Antares non sono determinabili con esattezza. Assumendo che l'asse di rotazione sia inclinato di 90° rispetto al piano della nostra visuale (e quindi assumendo sen i = 1), Antares avrebbe un periodo di rotazione di circa 12 anni. Tale periodo diminuirebbe se l'asse fosse inclinato più di 90° o meno di 90°. Questo periodo di rotazione molto lungo è dovuto, da un lato, al rallentamento della rotazione avvenuto in seguito all'espansione della stella e, dall'altro, alle enormi dimensioni di Antares.

### Vento stellare

Immagine della superficie di Antares ottenuta utilizzando la tecnica interferometrica con il Very Large Telescope dell'ESO.

Come tutte le stelle supergiganti, Antares produce un intensissimo vento stellare, responsabile di una notevole perdita di massa da parte dell'astro. I gas emessi da Antares hanno creato un enorme involucro, che si estende 10 secondi d'arco intorno alla stella, corrispondenti a circa 1870 UA (circa 280 miliardi di km). Il vento stellare di Antares è stato oggetto di intensi studi, perciò esistono numerosi risultati della misurazione della sua velocità e della perdita di massa. Sebbene i risultati di queste misurazioni non siano completamente coincidenti, esse oscillano all'interno di un intervallo relativamente limitato. Il vento stellare di Antares è responsabile di una perdita di massa calcolata fra i 7,1 milionesimi e un decimilionesimo della massa del Sole ogni anno. Questi sono tuttavia i valori estremi misurati; la maggior parte delle misure dà valori compresi in un intervallo più ristretto, che va da 2 10−6 M⊙ per anno a 7 10−7 M⊙ per anno. Non sono eccezionali per una supergigante, che può arrivare a perdere anche 10−3 M⊙ per anno, ma elevatissimi se raffrontati a quelli del Sole: il ritmo a cui Antares perde massa è infatti circa 10 milioni di volte superiore a quello del Sole. Questa elevata perdita di massa ha creato un inviluppo di gas e polveri considerevole, la cui massa totale è stimata in 0,31 M⊙. Questo valore si riferisce alla massa contenuta entro i confini del bow shock, che si presume trovarsi a circa 2,6 anni luce dalla stella.
Il vento stellare di Antares è abbastanza lento e quindi polveroso. La sua velocità misurata si aggira su valori di poco inferiori ai 20 km/s: ad esempio, una misurazione del 1977 ha dato come risultato 17 km/s; in uno studio risalente a due anni dopo il valore stimato è stato invece di 18 ± 6 km/s. 
L'emissione del vento non è regolare, sicché la perdita di massa oscilla notevolmente. Questo crea intorno alla stella delle shell di polvere e gas in allontanamento, corrispondenti ai periodi in cui l'emissione è stata più cospicua. Tramite osservazioni molto precise, compiute nel medio infrarosso, è stato possibile rilevare la presenza di due anelli di gas e polveri; il primo, quello più interno, è distante 0,3 secondi d'arco dalla stella, corrispondenti a circa 50 UA. I gas che lo compongono hanno una temperatura di circa 800 K e sono stati espulsi probabilmente 10-20 anni fa. L'anello più esterno è invece molto meno regolare e molto più frastagliato del primo, tanto da essere diviso in tre regioni di emissione principali. Esso si trova a 1,2 secondi d'arco da Antares, corrispondenti a circa 200 UA (circa 30 miliardi di km). I gas che lo compongono hanno una temperatura di 200-600 K a testimonianza di un progressivo raffreddamento del vento stellare mano a mano che si allontana dalla stella centrale. I gas e le polveri che formano questo anello sono stati espulsi probabilmente 60 anni fa. Il periodo di 45 anni che intercorre fra le due espulsioni non corrisponde a nessun periodo rilevato nelle variazioni di luminosità di Antares. Ciò fa presumere che le variazioni del vento stellare, sebbene testimoni dell'instabilità della stella, non siano da collegarsi con le variazioni di luminosità a cui essa è soggetta.
L'anello di gas più interno potrebbe in realtà avere una struttura complessa ed essere a sua volta composto da tre anelli, che si trovano a distanza ravvicinata l'uno dall'altro. Le distanze misurate di queste tre strutture dalla stella sono 0,2'', 0,3'' e 0,4''. Se ciò fosse confermato, vorrebbe dire che negli ultimi due decenni Antares è andata incontro a rapide variazioni nella quantità di vento stellare emesso.
Non è del tutto chiaro cosa provochi questi cambiamenti nel vento stellare, anche se essi paiono compatibili con la presenza di pulsazioni irregolari nella fotosfera della stella. Probabilmente quando la stella si espande rilascia maggiori quantità di gas.
Il raffreddamento del vento stellare in allontanamento favorisce la formazione di grani. Questi sembrano cominciare a formarsi a una distanza di 0,6 secondi d'arco dalla superficie della stella, corrispondenti a circa 110 UA (16,5 miliardi di km). A quanto pare, fra i grani dominano i silicati piuttosto che i carbonati. Inoltre essi sembrano avere dimensioni abbastanza ragguardevoli e superiori a quelle riscontrabili nei grani del mezzo interstellare. Ciò fa presumere che qualche fenomeno (probabilmente il bow shock) spezzi i grani del vento stellare in grani più piccoli. Le stime circa la massa totale dei grani di polvere che circondano Antares variano da 4 10−9 M⊙ a 1 10−7 M⊙.

### Fotosfera

I due corpi luminosi al centro sono Giove e Antares. La grande banda di gas e di stelle che si stende orizzontalmente nella fotografia è la Via Lattea.

Osservazioni interferometriche hanno permesso di stabilire la presenza di punti caldi, cioè zone della fotosfera più calde del resto della superficie di almeno 400 K. La presenza di tali punti sembra essere una caratteristica comune alle supergiganti di classe spettrale M, visto che essi sono stati osservati anche in Betelgeuse e Ras Algethi. Contribuiscono da soli a una considerevole porzione del flusso totale proveniente da Antares (12-16%) e hanno dimensioni non superiori a un decimo di quella del disco stellare. La loro durata è nell'ordine di qualche mese. Sui punti caldi sono state fatte molteplici ipotesi; quella che ha ricevuto il consenso maggiore li interpreta come effetto della supergranulazione che interesserebbe la fotosfera della stella. Secondo tale ipotesi, sulla superficie di Antares e delle altre supergiganti rosse sarebbero presenti gigantesche celle convettive, frutto della salita e ricaduta del gas negli strati sottostanti.
Tali supergranuli potrebbero dare anche un importante contributo alle irregolarità riscontrate nel vento stellare di Antares. Potrebbero infatti dare inizio a getti di materiale che si propagherebbe poi nello spazio circostante.

### Variabilità e pulsazioni
Un ulteriore segno dell'instabilità di Antares, condiviso con le altre supergiganti, è la sua variabilità. Antares è classificata come variabile irregolare lenta di tipo LC, la cui magnitudine apparente varia da +0,88 a +1,16. Conosce periodi di stabilità, alternati a periodi in cui si osservano variazioni di circa 0,3 magnitudini nell'arco di un centinaio di giorni.
Le variazioni di luminosità sono blandamente correlate con le variazioni di velocità radiale dello spettro di Antares. Alcune di queste variazioni su periodi relativamente brevi sono riconducibili all'attività delle supercelle che caratterizzano la superficie dell'astro. Al di là di queste, mediante osservazioni compiute nel corso di diversi anni è stato possibile stabilire che Antares presenta almeno due periodi di variazione sovrapposti: il primo, più lungo, dura 5-7 anni, mentre il secondo, più breve, 260 ± 20 giorni. I periodi non sono perfettamente regolari, ma caratterizzati da picchi e irregolarità. Sebbene sia possibile dare diverse interpretazioni di queste variazioni nella velocità radiale, quella che sembra più accreditata le interpreta come dovute alla pulsazione della stella, che conosce periodi di espansione e periodi di contrazione. Questo fenomeno dovrebbe avere un ruolo nella spiegazione delle variazioni del vento stellare di Antares.
È stato ipotizzato che quanto più una stella è massiccia, tanto più varia in modo irregolare durante le ultime fasi della sua esistenza. In questo senso le supergiganti rosse a noi più vicine, ossia Antares, Betelgeuse e Ras Algethi, si troverebbero a metà strada fra le stelle morenti di massa relativamente piccola, come le variabili di tipo Mira, che mostrano periodi abbastanza regolari, e stelle morenti di massa molto grande, come Mu Cephei, che non mostrano alcuna regolarità. In Antares, come in Betelgeuse e Ras Algethi, è dunque possibile rilevare una qualche regolarità nelle loro pulsazioni, sebbene si tratti di una regolarità relativa, caratterizzata da parecchie fluttuazioni.

### Luminosità
La luminosità di una stella è direttamente proporzionale alla quarta potenza della sua temperatura superficiale (legge di Stefan-Boltzmann) e al quadrato del suo raggio. Antares ha una temperatura superficiale relativamente bassa, ma ha un raggio così grande da risultare una stella molto luminosa. Tuttavia l'esatta luminosità è difficile da calcolare a causa delle incertezze sulla distanza e sulla diminuzione della luminosità derivante dall'offuscamento dovuto alla nebulosità che circonda Antares e al mezzo interstellare. In ogni caso, si calcola che nel visibile Antares è circa 10.000 volte più luminosa del Sole. Combinato con la distanza presunta, ciò dà una magnitudine assoluta pari a -5,28. Tuttavia, se si tiene in considerazione l'emissione alle altre lunghezze d'onda dello spettro elettromagnetico, in particolare nell'infrarosso, la stella raggiunge una luminosità molto superiore: dalle 60.000 alle 90.000 volte quella del Sole; ciò la rende una tra le stelle più luminose conosciute. La ragione di questa grande emissione nell'infrarosso è la bassa temperatura superficiale che, in conformità con la legge di Wien, fa sì che il picco dell'emissione luminosa si collochi nell'infrarosso.

### Massa, stato evolutivo e destino finale
Entrata nella sequenza principale come una stella di tipo O con una massa di 23-25 M☉, Antares ha ora una massa stimata di 15-18 M☉, a causa della perdita dovuta al vento stellare. Sebbene la massa attuale sia ancora considerevole, è distribuita su di un volume enorme. Di conseguenza, la sua densità media è molto bassa, situazione abbastanza tipica per le stelle giganti e supergiganti, e i suoi strati esterni sono assimilabili ad un vuoto spinto.
Antares è una stella molto evoluta, che è entrata nelle fasi finali della sua esistenza. Avendo esaurito l'idrogeno presente nel suo nucleo, è uscita dalla sequenza principale. Vista la sua notevole massa, è destinata ad esplodere in una supernova di tipo II entro un milione di anni. Tuttavia l'esatto stadio evolutivo di Antares è ancora sconosciuto e quindi non è possibile stabilire quando avverrà l'esplosione. Sulla base della presenza delle righe spettrali del nichel-56 e del cobalto-56, che vengono prodotti dalle stelle massicce poco prima di esplodere, è stato ipotizzato che Antares potrebbe concludere la propria esistenza entro pochi anni o addirittura averla già conclusa, sebbene la luce dell'esplosione non sia ancora giunta a noi. Ma potrebbe trovarsi anche in una fase precedente a questa e potrebbero mancare ancora diverse migliaia di anni alla fine della sua esistenza. In ogni caso è, assieme a Betelgeuse, la candidata supernova vicina destinata a esplodere in tempi relativamente brevi su scala astronomica.

## Compagna e regione H II

### Antares B

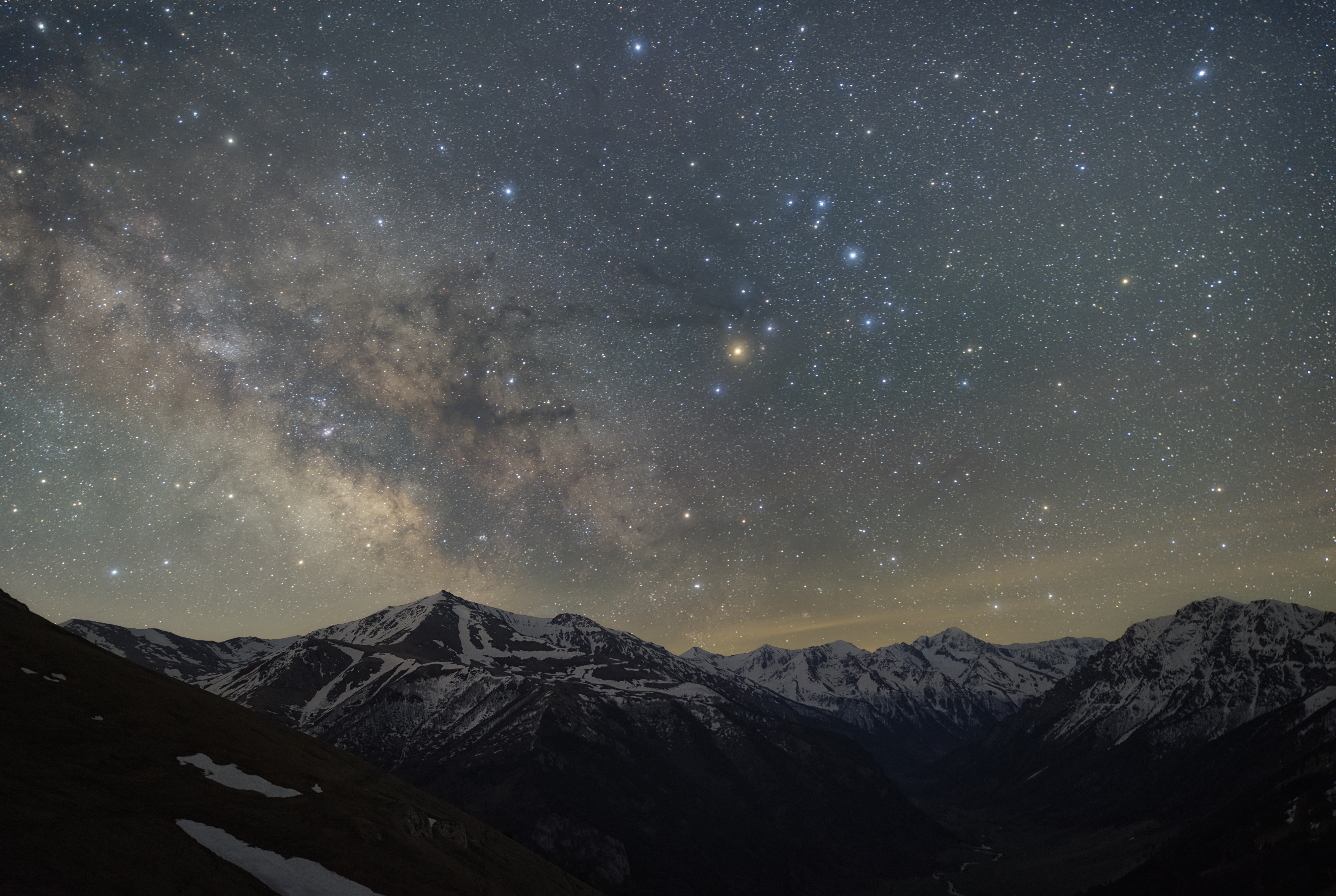
Antares è la stella più luminosa in questa immagine nella quale è ben visibile anche la Via Lattea.

Antares è una stella binaria. Infatti la principale, che è stata fino a qui descritta e che viene chiamata Antares A, ha una compagna più debole, Antares B. Quest'ultima è in realtà una stella di tutto rispetto: con una magnitudine apparente di 5,5 sarebbe visibile a occhio nudo da una distanza di 600 anni luce. Tuttavia, essendo vicina ad Antares A ed essendo quest'ultima 60 volte più luminosa nel visibile, la sua luminosità viene sovrastata, sicché la sua risoluzione è molto difficile da ottenere tramite telescopi amatoriali. Con un telescopio di 150 mm la risoluzione diventa relativamente semplice. Con telescopi di apertura più piccola, Antares B può essere osservata per pochi secondi durante le occultazioni lunari, mentre Antares A è nascosta dalla Luna. Fu proprio durante una di queste occultazioni che venne scoperto che Antares era una stella doppia: ciò avvenne il 13 aprile 1819 a opera di Johann Tobias Bürg.
Antares B è stata classificata come appartenente alla classe spettrale B4V e alla B3V. Tuttavia la classificazione più diffusa è B2,5V. Si tratta quindi di una stella di sequenza principale di colore azzurro, che ha una massa inferiore ad Antares A ed è meno evoluta. La massa è stata calcolata essere 7,2 ± 0,5 volte quella del Sole (cioè poco meno della metà della sua compagna più grande), il raggio è pari a 5,2 ± 1,5 R⊙ e la temperatura superficiale a 18.500 K. L'analisi spettroscopica di Antares B, unita alla sua presunta traccia evolutiva, fa credere che, tenendo conto del fatto che emette molta radiazione nell'ultravioletto, essa sia circa 2.750 volte più luminosa del Sole.
L'orbita di Antares A e B intorno al loro comune centro di massa non è ancora conosciuta con precisione. Ciò è dovuto in parte al fatto che finora solo una piccola porzione dell'orbita ha potuto essere osservata, a causa del lungo periodo dell'orbita. Nell'ultimo secolo la separazione fra i due astri è andata diminuendo: era 3,01'' nel 1930, 2,86'' nel 1989, 2,74'' nel 2005. Alla distanza stimata di circa 600 anni luce, 2,74'' corrispondono a circa 550 UA (82,5 miliardi di km). È la distanza minima a cui si trovano attualmente i due corpi celesti. Essa però potrebbe essere maggiore, in ragione della forma dell'orbita. In particolare è necessario capire se la supergigante si trova attualmente davanti o dietro la sua compagna rispetto alla nostra visuale. Secondo ipotesi formulate nel primo decennio degli anni duemila, Antares B si trova dietro la compagna con un angolo di 23°± 5°.
Probabilmente l'orbita è inclinata di 89° rispetto alla nostra visuale. Ciò significa che il piano dell'orbita è praticamente visto di taglio. I calcoli dell'orbita sono molto ipotetici perché non ne è conosciuta con esattezza l'eccentricità; il periodo orbitale dovrebbe comunque essere compreso tra 1.237 e 2.562 anni. 

### Regione H II
Trovandosi relativamente vicino ad Antares A, Antares B si colloca all'interno dell'inviluppo di gas prodotto dal vento stellare della supergigante. Poiché è una stella relativamente potente, Antares B illumina una porzione di tale inviluppo creando una regione H II: con la sua radiazione ultravioletta Antares B riesce, infatti, a ionizzare l'idrogeno espulso dalla stella principale, il quale emette radiazioni a sua volta. Lo studio di tale nebulosa a emissione si è rivelato importante perché ha permesso di aumentare le conoscenze relative al vento stellare di Antares A. Tenendo presente che Antares B è posizionata attualmente ad ovest di Antares A, la regione H II si estende 1'' a est e 3'' a ovest di Antares B, ove raggiunge la massima profondità di 6'' rispetto alla nostra visuale. Dopo i 3'' ovest essa si apre in strutture filamentose, che raggiungono la lunghezza di 16 ± 8''.
Fin dalla sua scoperta la regione H II formata dalle due componenti è apparsa peculiare. Infatti, a differenza delle tipiche regioni H II, non mostra la presenza di ioni di ossigeno, azoto e zolfo; in compenso sono presenti marcate linee dovute a ioni di ferro, che di solito mancano nelle emissioni delle regioni H II. Sono state avanzate diverse spiegazioni di queste peculiarità, ma nessuna appare per ora del tutto soddisfacente. Probabilmente una pluralità di fattori sta alla base delle particolarità della regione H II che circonda Antares B. Il primo è rappresentato dalla relativamente poca potenza della stella centrale rispetto alle stelle di tipo O che di solito generano le regioni H II. Il secondo fattore è l'elevata densità del vento stellare di Antares, più denso delle normali nebulose a emissione. Un ulteriore fattore è la composizione del vento stellare di Antares, all'interno del quale si trovano i prodotti del ciclo CNO: tali prodotti si originano nelle regioni interne di Antares A, ma vengono portati in superficie dai rimescolamenti dovuti alla presenza delle celle giganti. Essi vengono poi espulsi tramite il vento stellare dell'astro, e la composizione chimica della regione H II è quindi diversa da quella tipica delle regioni di questo tipo.

## Etimologia e significato culturale

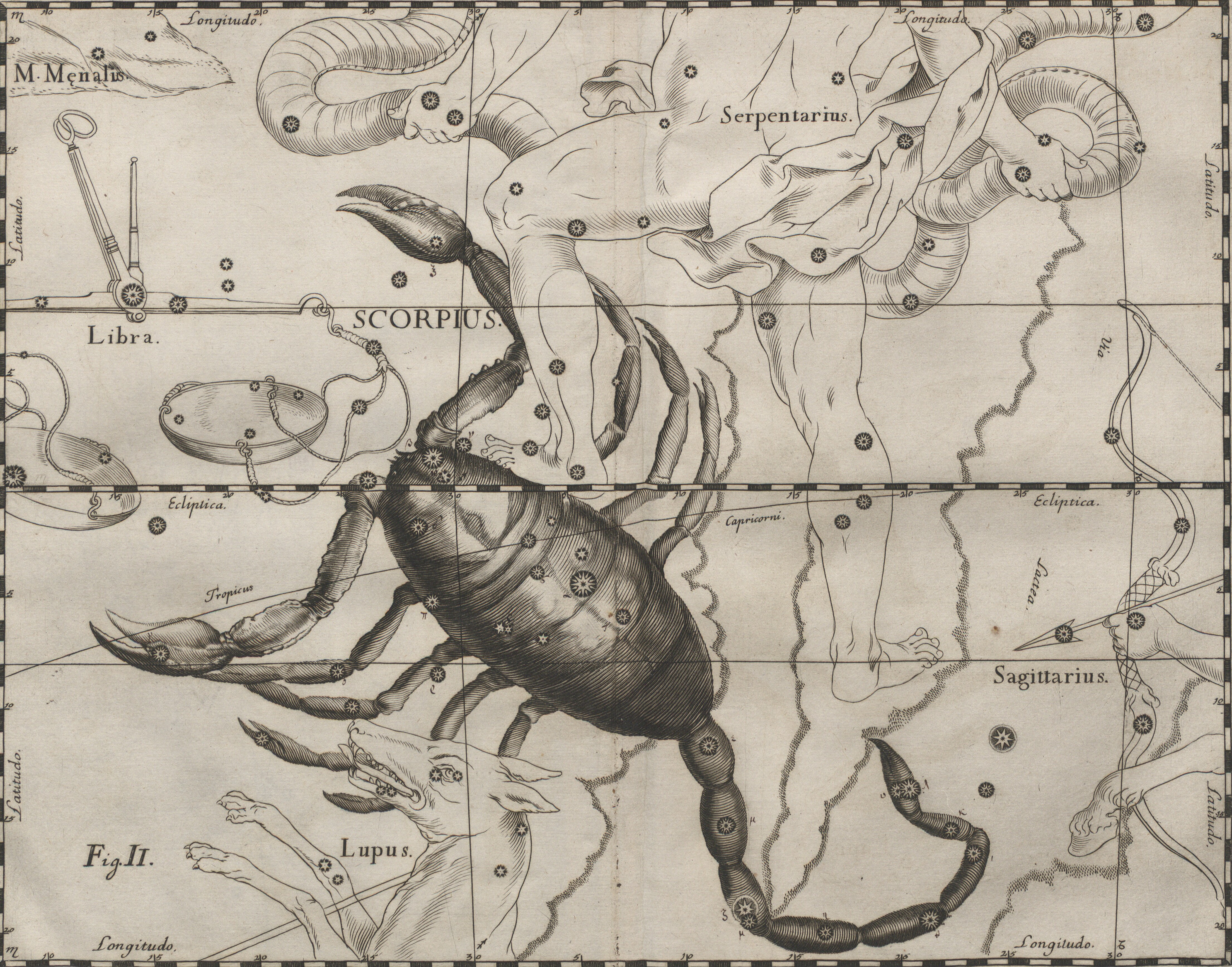
Tavola II del terzo volume dell'opera Prodromus Astronomia di Johannes Hevelius (1690), che riproduce la costellazione equatoriale "Scorpius".

Il nome dell'astro deriva dal greco antico Άντάρης?, Antàres, e significa "rivale di Ares" (anti-Ares) o "simile ad Ares", probabilmente a causa del colore rossastro simile a quello del pianeta Marte. È nota anche con il nome arabo Ķalb al Άķrab (Calbalacràb), che significa "cuore dello Scorpione", data la sua posizione nella costellazione e il suo colore. Il nome arabo è una traduzione dal greco antico Καρδία Σκορπίου?, Kardia Skorpiū (in latino Cor Scorpii).
Il colore distintivo di Antares ne ha fatto oggetto di grande interesse per molti popoli nella storia.
- Nella religione egizia rappresentava la dea Selkis che preannunciava il sorgere del Sole nel giorno dell'equinozio autunnale tra il 3.700 e il 3.500 a.C. Inoltre, simboleggiava Iside nelle cerimonie religiose che si tenevano intorno alle piramidi.[46]
- Presso i Babilonesi Antares faceva parte della 24ª costellazione, Hurru, e veniva chiamata Urbat, di significato incerto, o Bilu-sha‑ziri (Signore delle semenze), o Kak-shisa (Creatore della prosperità), sebbene quest'ultimo nome venisse più spesso attribuito a Sirio. Nello zodiaco lunare Antares veniva identificata come Dar Lugal, che significa il Re, inteso come il Signore della luce[46].

- L'astronomo francese Charles François Dupuis menziona Antares come una delle quattro "stelle regali" dei Persiani che la chiamavano Gel, "la rossa". (Le altre erano Aldebaran della costellazione del Toro, Regolo del Leone e Fomalhaut del Pesce Australe).[46]

- Nell'antica India, insieme a σ Scorpii e τ Scorpii, fu una delle nakṣatra (una delle 27 divisioni del cielo operate nei testi vedici), chiamata Jyeshthā, "il più vecchio", o Rohinī, "rossastro". Il dio Indra, raffigurato come un orecchino, era il reggente di questo asterismo[46].

- Nell'antica Cina, assieme a σ e τ Scorpii, faceva parte della Xiu Xin, che significa "cuore". Potrebbe trattarsi del cuore del Dragone Azzurro dell'Est, una delle quattro grandi divisioni dello zodiaco cinese. La regione del cielo che circonda Antares era chiamata Ming Tang, "sala della luce", con riferimento alla sala del consiglio dell'Imperatore. Antares simboleggiava l'imperatore stesso, mentre le stelle che la circondano la sua corte, i suoi consiglieri e i suoi figli[46].

- Nella stregheria è un angelo caduto e il quarto guardiano del cancello occidentale.

- In astrologia è una delle 15 stelle fisse beheniane, contrassegnata dal simbolo .[48]
- Presso i Wotjobaluk, un popolo aborigeno australiano dello stato di Victoria, era conosciuta come Djuit, figlio di Marpean-kurrk (Arturo); le stelle che la circondano rappresentavano le sue mogli. I Kulin Kooris invece consideravano Antares (Balayang) come fratello di Altair (Bunjil).[49]
- Alcuni scrittori affermano che c'è un riferimento ad Antares anche nella Bibbia, nel verso 36 del capitolo 38 del libro di Giobbe. Tuttavia questa affermazione è alquanto incerta e il passo è stato interpretato in modi diversi.[46]

### Testi generici
- (EN) E. O. Kendall, Uranography: Or, A Description of the Heavens; Designed for Academics and Schools; Accompanied by an Atlas of the Heavens, Philadelphia, Oxford University Press, 1845.
- (EN) John Gribbin, Mary Gribbin, Stardust: Supernovae and Life—The Cosmic Connection, Yale University Press, 2001, ISBN 0-300-09097-8.
- AA.VV, L'Universo - Grande enciclopedia dell'astronomia, Novara, De Agostini, 2002.
- J. Gribbin, Enciclopedia di astronomia e cosmologia, Milano, Garzanti, 2005, ISBN 88-11-50517-8.

### Sulle stelle
- (EN) Martin Schwarzschild, Structure and Evolution of the Stars, Princeton University Press, 1958, ISBN 0-691-08044-5.
- (EN) Martha Evans Martin; Donald Howard Menzel, The Friendly Stars: How to Locate and Identify Them, Dover, Courier Dover Publications, 1964,  pagine 147, ISBN 0-486-21099-5.
- R. J. Tayler, The Stars: Their Structure and Evolution, Cambridge University Press, 1994,  p. 16, ISBN 0-521-45885-4.
- A. De Blasi, Le stelle: nascita, evoluzione e morte, Bologna, CLUEB, 2002, ISBN 88-491-1832-5.
- C. Abbondi, Universo in evoluzione dalla nascita alla morte delle stelle, Sandit, 2007, ISBN 88-89150-32-7.
- (EN) Fred Schaaf, The Brightest Stars: Discovering the Universe through the Sky's Most Brilliant Stars, John Wiley & Sons, Incorporated, 2008,  pagine 288, ISBN 978-0-471-70410-2.

### Carte celesti
- Toshimi Taki, Taki's 8.5 Magnitude Star Atlas, su geocities.jp, 2005. URL consultato il 7 novembre 2010 (archiviato dall'url originale il 5 novembre 2018). - Atlante celeste liberamente scaricabile in formato PDF.
- Tirion, Rappaport, Lovi, Uranometria 2000.0 - Volume II - The Southern Hemisphere to +6°, Richmond, Virginia, USA, Willmann-Bell, inc., 1987, ISBN 0-943396-15-8.
- Tirion, Sinnott, Sky Atlas 2000.0 - Second Edition, Cambridge, USA, Cambridge University Press, 1998, ISBN 0-933346-90-5.
- Tirion, The Cambridge Star Atlas 2000.0, 3ª ed., Cambridge, USA, Cambridge University Press, 2001, ISBN 0-521-80084-6.